# 尤宁镇区 (艾奥瓦州约翰逊县)
尤寧鎮區（英語：Union Township）是位於美國愛荷華州約翰遜縣的一個行政鎮區。

## 地方資料
根據2010年美國人口普查的數據，尤寧鎮區的面積為87.70平方千米，當中陸地面積為87.65平方千米，而水域面積為0.00平方千米。當地共有人口659人，而人口密度為每平方千米7.51人。